# Grypopalpia iridescens
Grypopalpia iridescens är en fjärilsart som beskrevs av George Francis Hampson 1919. Grypopalpia iridescens ingår i släktet Grypopalpia och familjen glasvingar. Inga underarter finns listade i Catalogue of Life.